# クリップオンフラッシュ

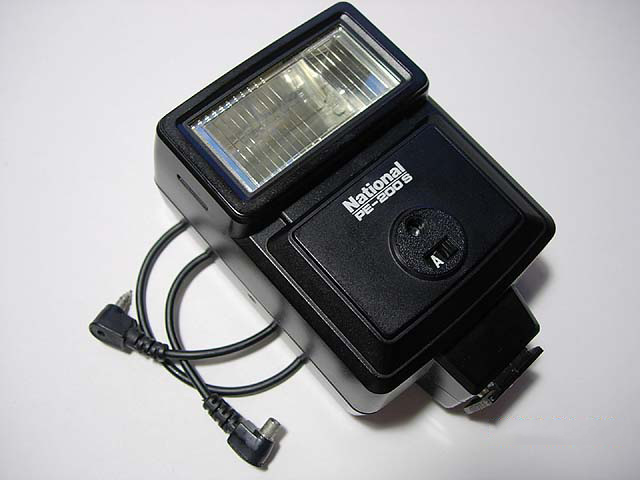
National PE-200S
(GN20、外光式オート)

クリップオンフラッシュとは、カメラのアクセサリーシューに取り付けて使う小型のエレクトロニックフラッシュ（以下単にフラッシュ）のこと。

## 概要
グリップタイプのフラッシュに比べ、小型で取り付けも簡単である。初期のフラッシュはカメラ側端子にシンクロケーブルの取り付けが必要だったが、後にシンクロ接点（X接点とも多く呼ばれる）のついたホットシューが普及して、ワンタッチでフラッシュ撮影が可能になった。
初期のクリップオンフラッシュは、光量がガイドナンバー20程度までの小型のフラッシュだったが、次第に光量が増えガイドナンバー36以上などと大型化した。その他望遠対応、マクロ対応など多機能化した。複数の画角に対応させるため、交換式拡散パネルやズーム機能を持つ機種もある。
大型化したフラッシュをファインダー交換式でファインダー上部にシューがある機種で使うと、ファインダーに対する機械的な負荷が問題になる。そのような場合は、市販のブラケットで擬似的にグリップタイプとして使用することもできる。ただしこの場合は、フラッシュをシンクロケーブルでカメラに接続する必要がある。

## 調光方法

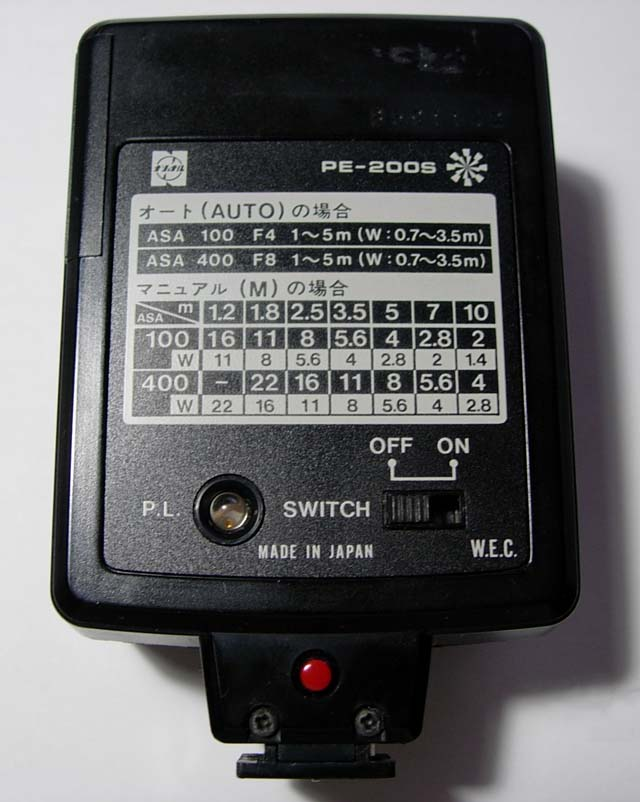
ナショナルPE-200Sの背面。距離に応じた絞り値が表になっている

オート調光ができるのは、自動調光機能を持つフラッシュだけである。スタジオ撮影や集合写真などで使う大型フラッシュでは、光量調節がマニュアルのみのものもある。

### マニュアル
初期のフラッシュでは光量が固定（調節すら不可）だったため、ガイドナンバー（およびISO感度）に合わせて被写体との距離と勘案して絞り値を調整する。また、逆光の状況で撮影する際にデーライトシンクロ撮影が必要となる場合も、フラッシュの光量を固定する必要があるためマニュアルに切り替える必要がある。
現在の多くのフラッシュでは、これらの数値はフラッシュ操作部などで一覧表示されており、簡単な撮影の場合は暗算する必要がないようになっている。

### フラッシュマチック
マニュアルフラッシュ撮影での露光計算の手間をなくすため、カメラ側に搭載されたフラッシュ撮影用自動絞り調節装置。

### 外光式オート
フラッシュの指定する特定の絞り値に設定しておけば、レリーズを押した時点でフラッシュ側で被写体の距離に合わせて（被写体から返ってくる反射光の強さを測定して）光量を自動的に調節する仕組みである。画像にあるガイドナンバー20のフラッシュPE-200Sの場合、ISO感度100のフィルム（または撮像素子設定）を使う際はカメラの絞り値を4（同様に、ISO感度400のフィルムでは8）に設定することで、カメラより1mから5m離れた範囲の被写体に適正な発光が行われる。測光部がフラッシュ本体に設置されているため、望遠撮影・マクロ撮影では大きな誤差が生じることがあって調光対応ができない。この対策として、測光部を取り外しレンズ先端に取り付けることでマクロ撮影に対応する製品もある。また外光式オートの問題点として、被写体の反射率が18％からずれた場合には写りが極端に明るく（被写体が暗色の場合）・または暗く（被写体が明色の場合）なる場合がある。この場合、暗い色の被写体の時は絞り値を指定より多く絞って・逆に明るい色の被写体の撮影では絞り値を指定より少なく開放して撮影する必要がある。

### TTL自動調光
通常のTTL測光と同じく、撮影用レンズを通った光でフラッシュ光量を調節する仕組み。したがって、望遠撮影でもマクロ撮影でも正確で、特別な調整は不要である。これにより、マクロでフラッシュを併用することが格段に便利になった。
TTL自動調光に対応したカメラは、オリンパスOM2やペンタックス LXなど中級以上の一眼レフが大半だが、ローライフレックス2.8FXは二眼レフでありながらTTL自動調光に対応している。
近年のオートフォーカス式一眼レフカメラやデジタル一眼レフカメラでは、TTL自動調光による露出決定に、装着しているレンズの焦点距離（ズームレンズなら画角も）・ピント距離や、AF測距点からのメイン被写体の位置情報などの情報を加味することで、より正確に調光できるものが大半である。
もっとも、これらの機能を最大限利用するためには、シンクロ信号以外の各カメラメーカーごとに異なる仕様のデータを正確に読み取り・反映させることのできる専用のフラッシュ機種が必要となる。

## シンクロ信号の電圧における注意点
1960年代から1980年代頃に製造されたフラッシュの多くは、シンクロ信号の電圧が数十ボルトから数百ボルトあり、最近のオートフォーカスカメラやデジタルカメラは対応していない。これらのフラッシュを新しいカメラに使うと、最悪の場合はカメラを故障させる恐れがある。機械式シャッターの場合、接点は機械スイッチであったため高電圧の影響は受けなかったが、現在のほとんどのカメラやフラッシュは電子的に制御されているため、信号電圧が数ボルトしかないことを前提に設計されている。したがって、旧式のフラッシュを新しいカメラで使用する場合は、メーカーに仕様を問い合わせる必要がある。これは、ホットシュータイプだけでなくシンクロコードを用いる場合でも同様である。